# Pous de neu d'Izaña
Els pous de neu d'Izaña són unes neveres a la muntanya d'Izaña, entre els termes municipals de La Orotava i Güímar, a l'illa de Tenerife (Canàries, Espanya) declarades bé d'interès cultural en la categoria de lloc etnològic.
Durant els segles XVII, XVIII i XIX la neu es va explotar econòmicament a les tres illes més altes de l'arxipèlag canari: Gran Canària, Tenerife i La Palma. En els municipis de Tenerife d'Arafo i La Orotava existien fins a dinou pous documentats, en els quals es recollia la neu caiguda a l'hivern. Després de compactada i protegida amb capes de vegetació, gràcies a l'orientació septentrional dels pous, la neu es conservava per mesos. El subministrament al port de Santa Cruz de Tenerife, ciutat de San Cristóbal de La Laguna i Vila de la Orotava, tenia finalitats terapèutiques, per a conservació d'aliments i per preparar refrescs i gelats, arribant-se a exportar a les illes de la Palma i Gran Canària.
El major dels pous, al vessant nord de la muntanya d'Izaña, té un diàmetre aproximat de sis metres i una profunditat de vuit. Les seves parets, lleugerament inclinades, estan formades per blocs de lava apilats sense morter, accedint-se a l'interior per una escala espiral de pedres basàltiques que sobresurten del mur. Altres dos pous de característiques similars estan actualment semisoterrats. Un forma parella amb el major (Pozos de Abajo), mentre que l'altre està alguna cosa per damunt (Pozo de Arriba). També s'inclou a la declaració de lloc etnològic el Pou de la Font de Mal Abrigo, l'estat del qual de conservació és considerablement pitjor.